# Biccari
Biccari is een gemeente in de Italiaanse provincie Foggia (regio Apulië) en telt 3017 inwoners (31-12-2004). De oppervlakte bedraagt 106,2 km², de bevolkingsdichtheid is 28 inwoners per km².
De volgende frazioni maken deel uit van de gemeente: Tertiveri.

## Demografie
Biccari telt ongeveer 1164 huishoudens. Het aantal inwoners daalde in de periode 1991-2001 met 11,3% volgens cijfers uit de tienjaarlijkse volkstellingen van ISTAT.
| Jaar | Inwoneraantal |
| ---- | ------------- |
| 1991 | 3462          |
| 2001 | 3070          |

## Geografie
De gemeente ligt op ongeveer 450 m boven zeeniveau.
Biccari grenst aan de volgende gemeenten: Alberona, Castelluccio Valmaggiore, Celle di San Vito, Faeto, Lucera, Roseto Valfortore, Troia.